# Станиславівська державна гімназія
Станиславівська державна гімназія, або Станиславівська цісарсько-королівська гімназія — колишній середній навчальний заклад в Станиславові (нині Івано-Франківськ), заснований у 80-х роках ХVIII століття.

## Історія

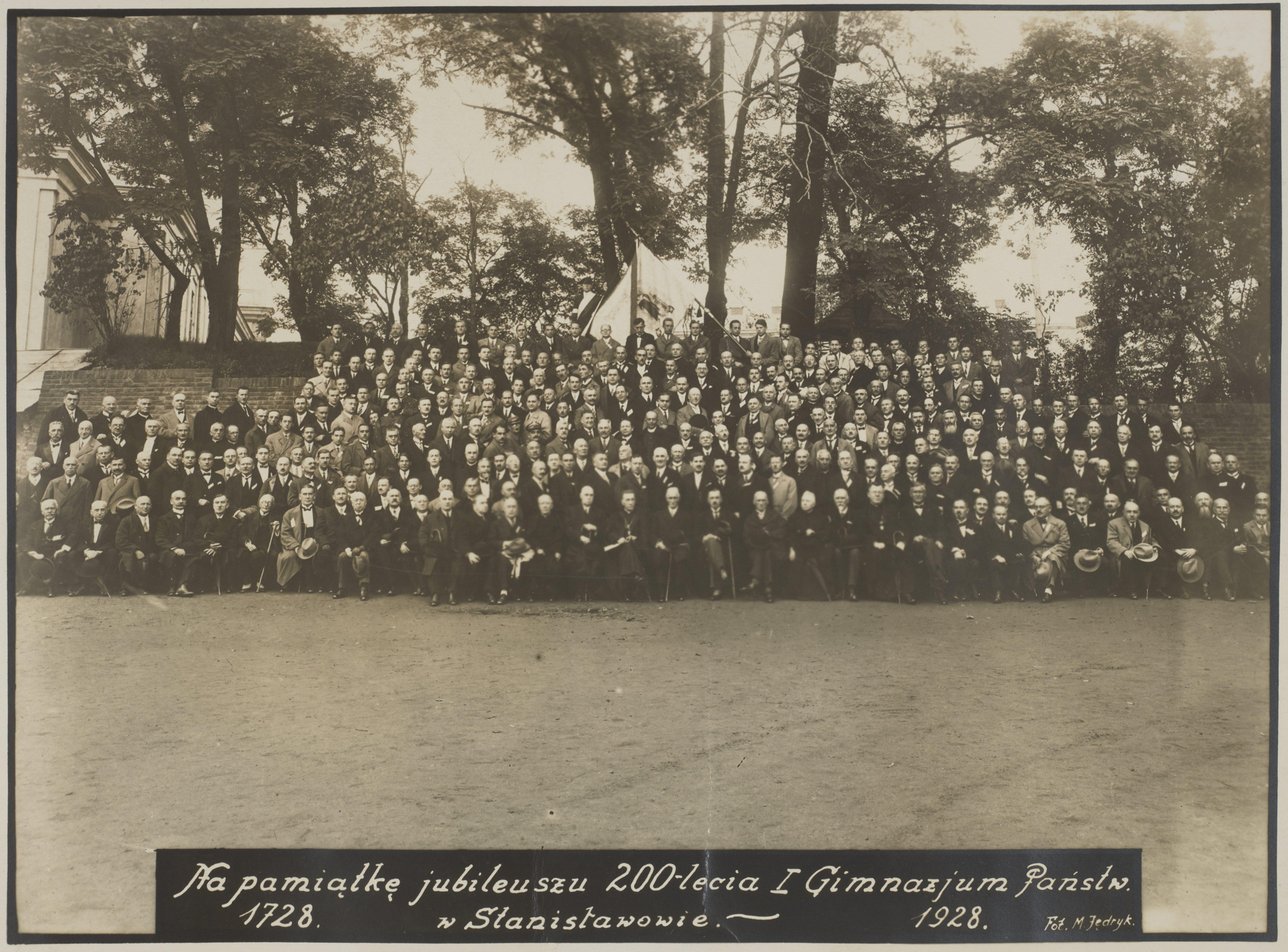
Пам'ятне фото учасників святкової учти з нагоди 200-ліття Станиславівської державної гімназії (1928 р.)

Початки шкільної освіти в Станиславові виводять ще з часів Речі Посполитої. Засновником першого шкільного закладу в місті ще у другій половині ХVII ст. був його власник Андрій Потоцький. Після занепаду школи прибулі до міста отці-єзуїти організували в 1728 році освітній колегіум. За кілька десятиліть в результаті першого поділу Польщі Прикарпаття від 1772-го відійшло до складу Австрійської імперії. Після ліквідації австрійський урядом у 1773 році в Станиславові єзуїтського осередку, а разом з тим і місцевого єзуїтського колегіуму, основним середнім освітнім закладом у Станіславові стала державна школа. Вона була відкрита в стінах колишнього колегіуму і з 1 листопада 1784 року отримала статус міської гімназії з п’ятикласною формою навчання. В 1820-1850 роках Станиславівська гімназія уже працювала за шестикласною системою навчання. Згідно з урядовим розпорядженням від 23 липня 1850 року місто отримало право відкрити восьмикласне навчання в гімназії. 
У австрійську добу своєї історії Станиславівська гімназія з огляду на навчальний процес та наукові кадри вигідно вирізнялася в кращий бік посеред інших подібних освітніх закладів Галичини. Ці фактори позитивно вплинули й на динаміку зростання кількісного складу її учнів. Найдавніші гімназійні каталоги з 1784-1785 років свідчать, що в закладі на той час навчалося 102 учнів, а вже станом на 1792-1793 роки їх кількість збільшилася ледь не втричі до 286 учнів. У 1886 році – трохи більше як через 100 років з часу заснування школи, в ній здобувало освіту вже 586 учнів. Учительська бібліотека гімназії налічувала тоді 6 055 томів різних книг, а учнівська читальня мала 1 244 екземплярів книг. Окрім класних кімнат, в приміщенні школи знаходилося два навчальні кабінети – природничий та фізичний. При останньому в 1876-1879 роках діяла метеорологічна станція.
В 1902 році у стінах Станиславівської гімназії навчалося 624 учні, серед яких за національним складом було: 460 поляків, 161 українець та 3 німців.
У добу ІІ Речі Посполитої польська влада вирішила перетворити гімназію на класичну. Закладу було присвоєно ім’я її славетного випускника Мечислава Романовського. У 1926 році гімназія класичного типу мала 8 класів на 10 відділень, у яких навчалося 344 учні. 
21-22 вересня 1928 року відбулися ювілейні урочистості присвячені 200-літтю створення школи. З цієї нагоди видано пам’ятну книгу. На урочистостях був присутній колишній учень школи, тодішній маршалок польського парламенту Ігнацій Дашинський. 
Наказом міністра релігійних конфесій та народної освіти Войцеха Свєнтославського від 23 лютого 1937 р. «І Державну гімназію ім. Мечислава Романовського в Станіславові» було перетворено на «І Державний ліцей та гімназію ім. Мечислава Романовського в Станіславові». Заклад був загальноосвітньою середньою школою, що складалася з чотирикласної гімназії та двокласного ліцею.
У 1939 році після радянської анексії західноукраїнських земель освітній заклад з більш як 200-літніми традиціями вимушено припинив своє подальше існування.

## Відомі люди

### Викладачі:
- Клавдій Білинський
- Онуфрій Лепкий
- Євстахій Прокопчиць
- Юліан Целевич

### Навчались:
- Давид Абрагамович — галицький громадсько-політичний діяч.
- Амврозій Андрохович — український педагог, історик.
- Садок Баронч — галицький польський релігійний діяч, історик, фольклорист, архівіст, етнічний вірменин, чернець-домініканець.
- Август Бельовський — польський історик, архівіст, поет, перекладач.
- Леон Білінський — австро-угорський і польський державний діяч, вчений-економіст[5].
- Михайло Борисикевич — український вчений-офтальмолог
- Іван Вагилевич — український письменник, один з організаторів «Руської трійці»
- Тит Войнаровський — український громадський і економічний діяч, священник УГКЦ
- Карел Гадачек — австрійський археолог чеського походження, доктор наук [6].
- Володимир Гнатюк —  український етнограф, фольклорист, мовознавець, літературознавець, мистецтвознавець, перекладач та громадський діяч.
- Миколай Гошовський (1778—1828) — польський правник, громадський діяч.[7]
- Северин Данилович — український адвокат, публіцист, громадсько-культурний і політичний діяч.
- Роман Заклинський — український письменник, літературознавець, історик, етнограф, педагог, мемуарист, культурно-просвітницький діяч
- Василь Ільницький — український історик, культурний діяч, педагог, письменник, театральний критик, священник УГКЦ.
- Кость Левицький — український державний діяч, один із найвизначніших політичних діячів Галичини кінця XIX століття — першої половини XX століття. Співзасновник УНДП. З листопада 1918 р. — голова Державного секретаріату ЗУНР, потім — голова комісії з виборчої реформи при уряді. У липні 1941 засновник, голова Національної Ради у Львові.
- Михайло (Левицький) — Митрополит Галицький та Архієпископ Львівський, предстоятель Української Греко-Католицької Церкви, кардинал.
- Денис Лукіянович — організував таємний гурток «Поступ», за що 1890 року його виключили з гімназії.
- Антін Любич Могильницький — український письменник, громадський і політичний діяч, греко-католицький священник.
- Володимир Навроцький — український економіст-статистик, літературознавець, публіцист, поет, фольклорист, громадський діяч.
- Софрон Недільський — український педагог.
- Октав Петруський — польський діяч-автономіст.
- Ян Дуклян Пузина (13 вересня 1842, Гвіздець) — кардинал, львівський (помічник) та краківський єпископ РКЦ[8].
- Мечислав Романовський — польський поет.
- Іван Рудович — священник УГКЦ, науковець, історик Церкви, педагог.
- Станіслав Яховіч — польський літератор, педагог[9].
- Михайло Яцків — український письменник, діяч «Молодої музи».